# 후투티사촌류
후투티사촌류(wood hoopoes 또는 scimitarbills)는 후투티사촌과(Phoeniculidae)에 속하는 아프리카 조류의 총칭이다. 파랑새목 또는 코뿔새목으로 분류한다. 사하라사막 남쪽에서 서식하며 철새가 아니다.

## 하위 종
2속 8종을 포함하고 있다.
- Phoeniculus
  - P. purpureus
  - P. damarensis
  - P. somaliensis
  - P. bollei
  - P. castaneiceps
- Rhinopomastus
  - R. aterrimus
  - R. cyanomelas
  - R. minor